# Teatro Canout
El Teatro Canout, conocido popularmente como «el Canout», es un escenario multipropósito ubicado en la cuadra 40 de la avenida Petit Thouars del distrito de Miraflores en la ciudad de Lima, Perú. Fue inaugurado el 24 de marzo de 1954 como cine-teatro y desde entonces ha sido escenario de una gran variedad de espectáculos, desde proyecciones de películas hasta obras de teatro, conciertos y eventos culturales.
En 2021, los comediantes Jorge Luna y Ricardo Mendoza alquilaron el histórico teatro, salvándolo de ser demolido. Posteriormente, unos años después, efectuarían la compra del recinto, donde llevan a cabo Hablando Huevadas, además de otros espectáculos y producciones de entretenimiento.

## Historia
La historia del Canout se remonta a mediados de 1936, cuando la limeña Clara Canout Cevallos viuda de Muro, hija de un ingeniero francés que se afincó en el Perú tras instalar molinos de arroz, hace una promesa a su padre de que haría que su apellido perdurara en el tiempo. Tal promesa pudo ser llevada a cabo gracias a que Doña Clara fue coheredera de una de las fortunas más grandes del departamento de Lambayeque, proveniente de su suegro el hacendado ferreñafano Don Francisco Muro Niño Ladrón de Guevara. 
Años después, bajo el respaldo económico de la testamentaria Muro, durante un viaje a París, a Clara se le ocurrió instalar detrás de su mansión en la avenida Arequipa, un cine-teatro que llevase el apellido de su padre.
Desde que abrió sus puertas, el Canout experimentó un rotundo éxito, convirtiéndose en uno de los cines-teatros más destacados de Lima. Además, en este escenario se ofrecieron diversas representaciones teatrales, conciertos y actividades culturales.
En 1979, el Cine Teatro Canout experimentó una transformación al dejar de proyectar películas para convertirse en un teatro dedicado exclusivamente a obras teatrales. Desde entonces, ha sido escenario de una gran variedad de espectáculos, desde obras clásicas hasta producciones independientes.
En 2021, el Teatro Canout estuvo a punto de ser demolido debido a los altos costos de mantenimiento y la incapacidad del entonces propietario, Efraín Aguilar, para solventarlos. Sin embargo, el teatro logró ser preservado gracias a la iniciativa de los comediantes Jorge Luna y Ricardo Mendoza, quienes alquilaron el lugar para presentar y grabar su espectáculo Hablando huevadas. Más tarde, como parte del proyecto de contenido digital No Somos TV y junto a la productora Cathy Sáenz, continuaron realizando otros programas en el teatro como Noche de patas. Finalmente, años después, Jorge y Ricardo oficializaron la compra del Teatro Canout.
En la actualidad, a pesar de ser una propiedad privada que sirve como sede para los espectáculos producidos por sus propietarios, el teatro también se arrienda para representaciones teatrales y eventos culturales diversos; volviendo a ser un lugar de encuentro cultural en el distrito de Miraflores.

## Personalidades
A lo largo de su historia, el Teatro Canout ha acogido a numerosos artistas, tanto peruanos como extranjeros. Algunos de los nombres destacados que han actuado en este teatro incluyen:
- Animadores Infantiles de Televisión: Karina y Timoteo.
- Actores: Ricardo Blume, Carlos Gassols, Adolfo Chuiman, Emilia Drago, Marco Zunino, Vanessa Saba, etc.
- Directores: Luis Ramírez, Jorge Chiarella, Roberto Ángeles, Alberto Ísola, Efraín Aguilar, etc.
- Cantantes: Chabuca Granda, Pedro Vargas, Julio Iglesias, Raphael, Noel Schajris, Andy y Lucas, Eva Ayllón, etc.
- Comediantes: Tulio Loza, Jorge Benavides, Carlos Álvarez, Jorge Luna, Ricardo Mendoza, Franco Escamilla, etc.